# Thüringische Geologische Landesuntersuchung

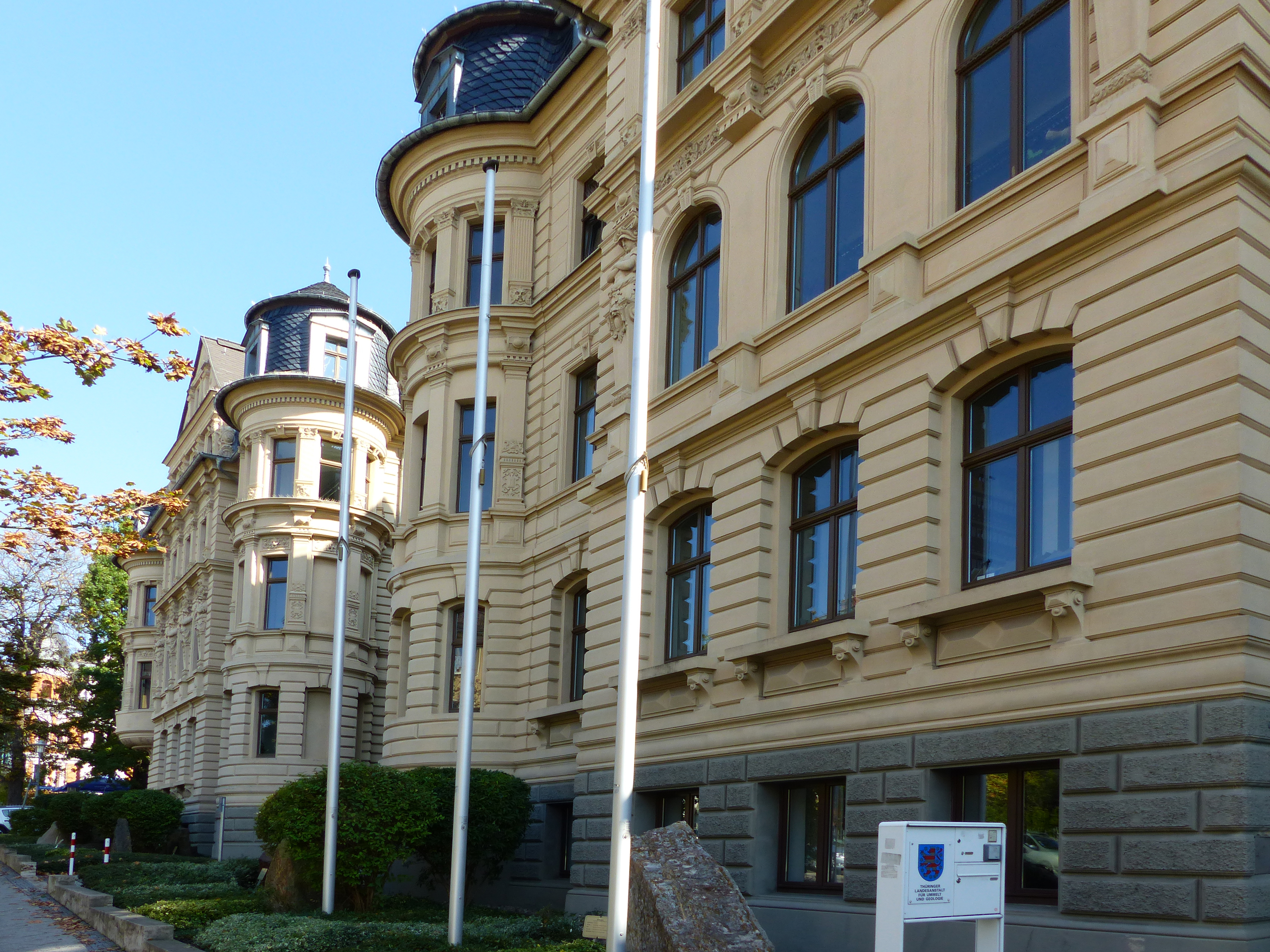
Carl-August-Allee 8–10

Die Thüringische Geologische Landesuntersuchung wurde 1925 mit Sitz in Jena gegründet. Sie bestand bis 1939 und ging dann im Reichsamt für Bodenforschung auf.
Seit 1926 arbeitete in diesem Institut der Thüringische Landesgeologe Walter Hoppe. Diesem angesiedelt war ein Thüringischer Geologischer Verein der unter dem Dach der Thüringischen Geologischen Untersuchung eine Fachzeitschrift herausgab, eine Fachzeitschrift, die es mit Unterbrechungen bis heute gibt. Später wurde sie Thüringische Landesanstalt für Geologie. 1990 wurde der Thüringische Geologische Verein wiedergegründet.
Seit 2019 ist die Einrichtung das Thüringer Landesamt für Umwelt, Bergbau und Naturschutz mit Sitz in der Carl-August-Allee 8–10 in Weimar.